# Rudolf Bomers
Rudolf Jozef Bomers (19 oktober 1938, Hengelo - Amsterdam, 26 februari 1991) was een Nederlands architect.
Hij ontving zijn opleiding op de Technische Hogeschool Enschede en voltooide zijn opleiding als architect aan de Academie van Bouwkunst te Amsterdam.
Hij was de initiatiefnemer voor de renovatie van de door hem als Ring '20-'40 aangeduide Amsterdamse stadsuitbreidingen die tussen 1920 en 1940 tot stand kwamen.